# Helmer Bengtsson
Helmer Tage Daniel Bengtsson, född 22 november 1902 i Adelövs socken i Jönköpings län, död 21 juli 1974 i Linköping i Östergötlands län, var en svensk domkyrkoorganist i Linköpings domkyrka mellan åren 1950-1969.

## Biografi
Bengtsson föddes 1902 på Platsen under Råssås i Adelövs socken av handlanden Karl Oskar Bengtsson och hustrun Kristina Josefina Johansdotter. Ingen av barnen i familjen är döpta in heller döps Helmer. År 1916 flyttar familjen till Säby socken och efter några år där blir han handelsbiträde. De flyttar 1924 in till Tranås och där blir han sedermera folkskollärare.
Bengtsson arbetade som kantor och folkskollärare från 1926, bland annat i Torshälla och Överum. Under tiden han jobbad tog han högre examen vid musikkonservatoriet. Blev vikarierande domkyrkoorganist 1950 och ordinarie 1952 fram till 1969 då Uno Sandén efterträdde honom.
Han hade bland annat hand om domkyrkans kör som under hans tid uppförde Bachs juloratorium.
Han var spelade även piano och trumpet.
1935 gifte sig Bengtsson med Signe Rönn (1907-1963).